# Етери
Ете́ри або прості́ ефі́ри — органічні речовини, молекули яких складаються з двох вуглеводневих радикалів, сполучених між собою атомом кисню. Більшість всіх етерів — рідини, майже нерозчинні у воді. Найважливішим з етерів є діетиловий етер (С2Н5)2О — легкорухлива рідина з характерним запахом, що кипить при 35,6°. Він широко застосовується в лабораторній практиці як розчинник, раніше використовувався в медицині для наркозу, є складовою частиною деяких ліків.

## Методи синтезу
Дегідратацією спиртів зручно одержувати симетричні етери. Реакцію проводять в присутності кислотних водовідбирних реагентів, наприклад сульфатної кислоти чи Р2О5:
Взаємодією алкоголятів з галогенпохідними вуглеводнів або диалкілсульфатами одержують несиметричні етери (реакція Вільямсона):
Найкращі виходи спостерігаються при використанні первинних галогенпохідних (вторинні та третинні галогенпохідні вступають до реакції елімінування з утворенням алкенів). Ароматичні галогенпохідні погано вступають до цієї реакції; для одержання змішаних етерів з ароматичним фрагментом використовують взаємодію феноляту з аліфатичним галогенпохідним. Для одержання етерів з двома арильними фрагментами використовують конденсацію Ульмана — взаємодію феноляту з ароматичним галогенпохідним в присутності порошку міді:
Реакцією спиртів з електронодефіцитними алкенами:
{\displaystyle {\ce {R-CH=CH2 + HOR ->R-CH2-CH2-O-R}}}
{\displaystyle {\ce {R2-C=CH2 + HOR ->R2-CH-CH2-O-R}}}
Дана реакція потребує кислотного каталізу. Також як каталізатор використовують Hg(OCOCF3)2. На цій реакції базується використання дигідропірану для захисту спиртових груп.

## Хімічні властивості
Внаслідок неподіленої пари електронів у атома оксигену етери проявляють основні властивості, приєднуючи протон. В результаті утворюються оксонієві солі. Вони є нестійкими та можуть розпастися або гідролізуватися.

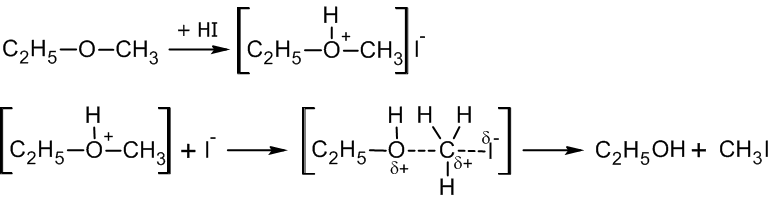
Взаємодія метилетилового ефіру з йодиною кислотою

При взаємодії з галогенами утворюють галогенпохідні ефірів:
{\displaystyle {\ce {R-O-CH2-R + Cl2->R-O-CHCl-R + HCl}}}
Ці галогенпохідні можуть вступати у реакцію з сильними нуклеофілами, наприклад, CN-:
{\displaystyle {\ce {R-O-CHCl-R + K+CN- ->R-O-CH(CN)-R + KCl}}}
Вони також можуть вступати у реакції дегідрогалогенування:
{\displaystyle {\ce {R-O-CHCl-CH2-R + KOH ->[C_2H_5OH]R-O-CH=CH-R + KCl + H2O}}}
Окиснення ефірів протікає під дією ультрафіолетового випромінювання. В результаті утворюються різні продукти, включаючи пероксиди:
{\displaystyle {\ce {R-O-CH2-R + O2 ->[hv]R-O-CH(O-OH)-R}}}
Взаємодіють з лужними металами з утворенням алкоголятів та металоорганічних сполук:
{\displaystyle {\ce {R-O-R + 2Na ->[t]R-O-Na + Na-R}}}